# Municipi de Priekule
El municipi de Priekule (en letó: Priekules novads) és un dels 110 municipis de Letònia, que es troba localitzat al sud-oest del país bàltic, i que té com a capital la localitat de Priekule. El municipi va ser creat l'any 2009 després d'una reorganització territorial.

## Ciutats i zones rurals
- Priekule (ciutat)
- Parròquia de Bunka (zona rural)
- Parròquia de Gramzda (zona rural)
- Parròquia de Kalēti (zona rural)
- Parròquia de Priekule (zona rural)
- Parròquia de Virga (zona rural)

## Població i territori
La seva població està composta per un total de 6.687 persones (2009). La superfície del municipi té uns 519,7 kilòmetres quadrats, i la densitat poblacional és de 12,87 habitants per kilòmetre quadrat.